# ᴢ
Cette page contient des caractères spéciaux ou non latins. S’ils s’affichent mal (▯, ?, etc.), consultez la page d’aide Unicode.
ᴢ, appelé petite capitale Z, est une lettre additionnelle de l’écriture latine utilisée dans l’alphabet phonétique ouralien.

## Utilisation
Dans l’alphabet phonétique ouralien, ‹ ᴢ › représente une consonne fricative alvéolaire semi-voisée, notée [z̥] avec l’alphabet phonétique international, le z minuscule ‹ z › représentant une consonne fricative alvéolaire voisée, [z], et l’usage de petites capitales indiquant le dévoisement.

## Représentations informatiques
La petite capitale Z peut être représentée avec les caractères Unicode (Extensions phonétiques) suivants :
| formes    | représentations | chaînes de caractères | points de code | descriptions                              |
| --------- | --------------- | --------------------- | -------------- | ----------------------------------------- |
| minuscule | ᴢ               | ᴢ                     | U+1D22         | lettre minuscule latine petite capitale z |